# Monte Linas

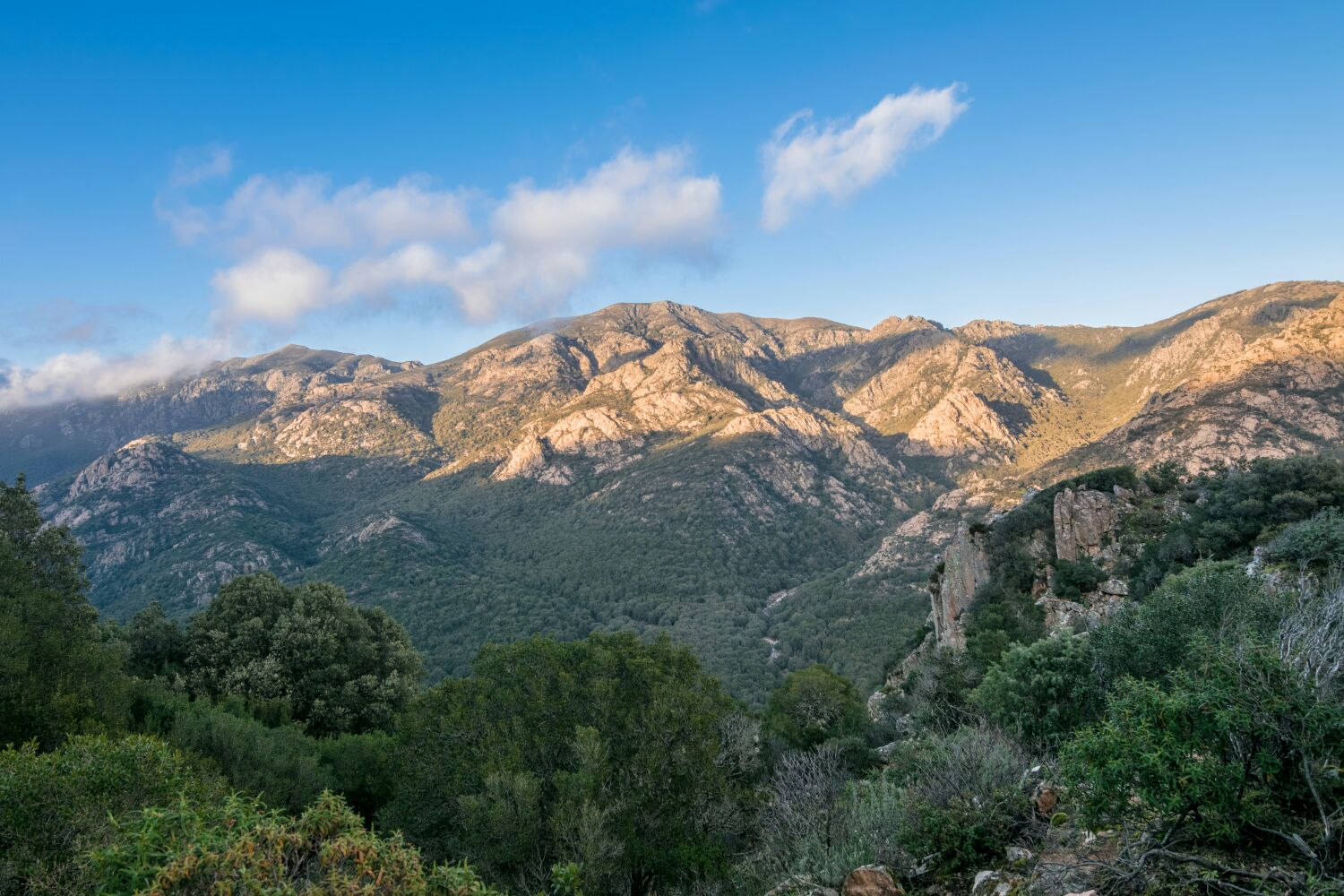
Das Monte-Linas-Massiv von der Punta Piscina Irgas aus gesehen.

Das Monte-Linas-Massiv bildet mit dem Sulcis-Gebirge die historische Region Sulcus-Iglesiente im Süden Sardiniens. Das Gebiet ist bewaldet mit vielen Quellen, Wasserfällen und Bächen, die fast ganzjährig Wasser führen. Im Sommer sammelt sich das Wasser in Gumpen.

## Lage
Das Gebirge liegt im nördlichen Teil der Provinz Sulcis Iglesiente. Nach Süden wird es durch den Fluss Cixerri begrenzt. 

## Geologie
Das Massiv besteht hauptsächlich aus Granit mit Ablagerungen von Zink und Blei.

## Gipfel
- Perda de sa Mesa (1236 m s.l.m.)
- Monte Lisone (1082 m s.l.m.)
- Punta Magusu (1023 m s.l.m.)
- Monte Gennargentu (652 m s.l.m.), nicht zu verwechseln mit dem Gennargentu-Gebirge

## Orte
- Iglesias
- Villacidro